# Contea di Blaine (Nebraska)
La contea di Blaine (in inglese Blaine County) è una contea dello Stato del Nebraska, negli Stati Uniti. La popolazione al censimento del 2000 era di 583 abitanti. Il capoluogo di contea è Brewster.